# DIAMOND☆DOGS
DIAMOND☆DOGS（ダイアモンドドッグス）は、日本のヴォーカル&パフォーマンスグループである。

## 概要
2003年結成、同年4月に初公演。以後、舞台を中心に活動。2011年には、ビクターエンタテインメントより『カルナバル～禁じられた愛～』でメジャーデビュー。ショーステージを中心に様々な活動を続けている。

## メンバー

### 現在のメンバー
| メンバー                         | プロフィール                 | 備考                                                                                |
| -------------------------------- | ---------------------------- | ----------------------------------------------------------------------------------- |
| 東山義久 （ひがしやま よしひさ） | 1976年3月21日（49歳）、A型   | オリジナルメンバー ダンサー、リーダー、得意ジャンルはモダンジャズ、コンテンポラリー |
| 中塚皓平 （なかつか こうへい）   | 1986年5月16日（39歳）、A型   | 2007年加入 ダンサー、得意ジャンルはモダンバレエ                                     |
| 和田泰右 （わだ たいすけ）       | 1986年10月17日（38歳）、B型  | 2010年加入 ダンサー、得意ジャンルはヒップホップ                                     |
| 咲山類 （さきやま るい）         | 1983年7月23日（42歳）、A型   | 2007年加入 ボーカル、国立音楽大学声楽科出身                                         |
| 廣瀬真平 （ひろせ しんぺい）     | 1992年11月13日（32歳） 、O型 | 2019年加入 ダンサー、得意ジャンルはタップダンス                                     |
| Homer （ほーまー）               | 1990年2月28日（35歳） 、A型  | 2019年加入 ダンサー、得意ジャンルはヒップホップ、ブレイク                           |
|                                  |                              |                                                                                     |
| 森新吾 （もり しんご）           | 1981年10月9日（37歳没）      | オリジナルメンバー ダンサー、得意ジャンルはヒップホップ、在籍中に死去               |

### 元メンバー
- 大坂俊介（結成時 - 2006年5月）
- 原知宏（2006年5月-2010年5月）
- MITSUAKI
- KYOHEI
- 島地保武
- 辻本知彦
- SHUN（大村俊介）
- 小寺利光（2004年 - 2018年7月)
- TAKA (1986年生のミュージシャン)（2008年 - 2018年7月）
- 新開理雄（2019年 - 2023年11月）[2]

## 主な作品
なお、以下に記述するものはDIAMOND☆DOGSとしての参加作品のみ。メンバー個々の出演作については、それぞれのページを参照のこと。

### 舞台
2003年
- 『"未完成"』（博品館劇場・4月24日～28日）DIAMOND☆DOGSとして初公演
- 『"未完成（再演）"』（博品館劇場・12月25日～26日）
- 『"未完成" X'masバージョン』（博品館劇場・12月25日～26日）

2004年
- 『DOKI DOKI Night』（青山劇場・1月15日～18日）
- 『"Temptation"』（博品館劇場・3月24日～28日／柏崎市産業文化会館・4月2日／名古屋テレピアホール・4月7日）
- 『"Wonder Dream"』（博品館劇場・6月30日～7月2日）
- 『RYHTM RYHTM RYHTM』（アートスフィア劇場・9月8日～12日）
- 『TANGO MODERNA Vol.V』（恵比寿ガーデンルーム・11月23日～24日）

2005年
- 『"JEALOUSY"』（博品館劇場・4月27日～5月1日）
- 『TANGO MODERNA Vol.V』再演（恵比寿ガーデンホール・6月27日～28日）
- 『"WONDER DREAM －YAMAKASA NIGHT－"福岡公演』（福岡ももちパレス・7月14日）
- 『夏の夜のロミオとジュリエット』（アートスフィア劇場・8月24日～28日／シアタードラマシティ・8月31日）
- 『"OPERAtions"』（博品館劇場・11月16日～20日）

2006年
- 『"White Fantasy"』（品川プリンスホテルClub eX・2月5日～12日）
- 『"MIRACLEs"』（博品館劇場・5月24日～30日／関内ホール・7月26日／新潟 りゅーとぴあ・7月27日）
- 『"TANGO Summer Fashion"』（品川プリンスホテルステラボール・7月7日～9日）
- フラメンコ『MOON GLADE vol.1』（恵比寿ガーデンルーム：恵比寿ガーデンホール・10月13日～15日）
- フラメンコ『MOON GLADE vol.1』（恵比寿ガーデンホール：恵比寿ガーデンホール・10月16日～17日）
- 『"Live Show"』（SHIBUYA-AXSHIBUYA-AX・10月30日～31日）
- 『Dynamic Theater #2ーCOLLECtionsー』（博品館劇場・11月17日～24日）

2007年
- Super“D-★”Valentine Show 2007『SNOW RAINBOW』（品川プリンスホテルClub eX・2月10日～17日）
- 『5th ANNIVERSARY』（銀河劇場・5月9日～13日）
- フラメンコ『MOON GLADE vol.2』（恵比寿ガーデンホール：恵比寿ガーデンホール・6月25日～26日）
- 『オレンジ・カーニバル』（品川プリンスホテルClub eX・7月10日～15日）
- 『TANGO 2007 "RHAPSODY in AUTUMN "』（銀河劇場・11月21日～25日）

2008年
- Super "D-★"Valentine Show 2008『クリスタルセレナーデ 世界、七つの海を駆け抜ける Romantic St.Valentine Show』（品川プリンスホテル クラブeX・2月9日～16日）
- Super "D-★"Cruising Show 2008 『DIAMOND☆DOGS -Swan-』（博品館劇場・4月23日～29日）
- FANTASTIC MUSICAL 『夏の夜のロミオとジュリエット』（銀河劇場・7月31日～8月6日）
- 『TANGO 2008 ～タンゴ・アラベスク～』（銀河劇場・11月3日～9日）
- 『北京公演』（12月1日）

2009年
- 『Happy Valentine Live Show』（原宿アストロホール・2月13日～15日）
- Super“D‐★”Cruising Show 『DIAMOND☆DOGS 2009～サンバナイト～』（博品館劇場・5月24日～31日）
- ミュージカル 『オペラ・ド・マランドロ』（東京芸術劇場 中ホール・7月25日～8月2日／中日劇場・8月8日～9日／仙台電力ホール8月21日）
- DIAMOND☆DOGS ACTシリーズVOL.2 『「美しき背徳」 ＝ビューティフル マジック＝』（博品館劇場・9月27日～10月4日）
- 『SEOUL FANTASY』（韓国公演・10月28日）
- Super“D-★”Cruising Show『DIAMOND☆DOGS Special～SWAN 2009～』（SHINJUKU FACE・11月22日～29日）

2010年
- SUPER“☆-D”VALENTINE SHOW 2010『PURE GALAXY ST.VALENTINE NIGHT冬銀河の海で夢を見ましょうーーー』（新宿FACE・2月9日～15日）
- 『さよならありがとう』（博品館劇場・5月23日）
- Super “D-★” Cruising Show『DIAMOND☆DOGS 2010「マスカレード」』（博品館劇場・5月24日～30日）
- 『夢のシャッフルナイト』 ＝夏の夜、小さな夢咲くハッピータイム＝（シアターグリーン BIG TREE THEATER・7月21日～25日）
- DIAMOND☆DOGS8周年記念公演 『オリジナル・ミュージカル“BLUE & RED”』（銀河劇場・9月22日～26日）

2011年
- Super "D-★"Cruising Show 2011 『SEOUL Fantasy ～秋から春へ～』（博品館劇場・2月13日～20日）
- 『Super“D‐☆”Cruising Show DIAMOND☆DOGS 2011 ～DOKIDOKI SAMBA NIGHT～』（博品館劇場・5月22日～29日)
- 『第十二回アジア芸術祭』（中国・重慶・10月14日）
- DIAMOND☆DOGS『“TANGO”Series vol.4 = TANGO Doki Doki =』（銀河劇場・11月23日～11月27日）

2012年
- 『ALTARBOYZ DIAMOND☆DOGS～White day's SPECIAL PLAY～』（新宿BLAZE・3月10日、11日）
- Super“D-☆”Cruising Show DIAMOND☆DOGS memorial 『10TEN STEPS』（博品館劇場・5月19日～27日）
- ミュージカル『「コードギアス 反逆のルルーシュ」-魔人に捧げるプレリュード-』（銀河劇場・6月28日～7月8日）
- DIAMOND☆DOGS 10周年記念オリジナルミュージカル『薔薇降る夜に蒼き雨降る』（銀河劇場・10月31日～11月4日）

2013年
- SUPER“☆-D”VALENTINE SHOW 2013『MOON LIGHT』（博品館劇場・2月10日～17日）
- Super “D-☆”Cruising Show 2013 Special DIAMOND☆DOGS DANCE OPERA『マスカレード 2013』（銀河劇場・5月29日～6月2日）
- Super “D-☆” Cruising Show DIAMOND☆DOGS special『VENETIAN RED』（博品館劇場・7月18日～7月25日）
- ミュージカル『「コードギアス 反逆のルルーシュ」-A-LIVE FANTASTIC DREAM SHOW-』（東京ドームシティシアターGロッソ・9月3日～8日）
- CLASSICAL NEO FANTAZY SHOW『THE SHINSENGUMI Sword Dance～剣、烈風の如く、真空に舞う～』（銀河劇場・12月4日～10日／サンケイホールブリーゼ・12月21日）

2014年
- SUPER“☆-D”VALENTINE SHOW 2014『COLORS』（博品館劇場・2月12日～19日）
- Super “D-☆” Cruising Show 2014 DIAMOND☆DOGS『DANCE MAGIC』（博品館劇場・6月8日～15日）
- 『Dramatic Musical Collection』（銀河劇場・8月6日～8月10日）
- SHOW ACT『ファウスト・オデッセイア』（博品館劇場・10月29日～11月5日）

2015年
- SUPER“☆-D”VALENTINE SHOW 2015『FUNNY』（博品館劇場・2月8日～15日）
- Super “D-☆”Cruising Show 2015 Special DIAMOND☆DOGS DANCE OPERA『マスカレード FINAL』（銀河劇場・5月27日～31日）
- 『Dramatic Musical Collection 2015』（銀河劇場・7月29日-8月2日）
- 「Again...Shangri-La」（銀河劇場・12月9日-16日）

2016年
- SUPER "D-☆" VALENTINE SHOW 2016 DIAMOND☆DOGS 「CHOCO DREAM」（博品館劇場・2月7日～2月14日）

- ENTERTAINMENT ORIGINAL MUSICAL SHOW『RHYTHM RHYTHM RHYTHM』（天王洲銀河劇場・4月20日 - 24日）[3]
- DANCE MAGIC 2016（博品館劇場・6月22日 - 29日）
- 『Dramatic Musical Collection 2016』（銀河劇場・9月14日-18日）
- MIRACLE FANTASY SHOW ACT『Silver Star, Silver Moon, Silver Snow』（博品館劇場・12月14日-21日）

2017年
- 15th Anniversary Series Super “D-☆” SUMMER VALENTINE SHOW 2017「HAPPY! HAPPY! HAPPY!」（博品館劇場・7月20日-27日）
- 15th Anniversary Series「WILDe BEAUTY」〜オスカー・ワイルド、或いは幸せの王子〜（天王洲銀河劇場・9月13日-18日）
- 15th Anniversary Series Super “D‐☆” Cruising Show Special DANCE OPERA『SWAN 2017』（シアター1010・10月25日-29日）
- 15th Anniversary Series Dramatic super dance theater《サロメ》（シアター1010・12月8日-10日）

2018年
- 15th Anniversary Series Dramatic super dance theater FLAMENCO《マクベス》～眠りを殺した男～（シアター1010・5月23日-27日）
- 15th Anniversary Series FINAL 《DRAMATIC MUSICAL COLLECTION 2018》（博品館劇場・6月27日-7月4日）
- 『Beautiful Dreaming Last Show』（博品館劇場・7月4日）

2019年
- Super “D‐☆” Cruising Show 2019『ヴァレンタインに逢いましょう』（博品館劇場・7月31日-8月7日）
- SHOW CASE 『ODYSSEY』（博品館劇場・9月18日-23日）

2020年
- 『モーツァルト‥‥―オレは誰だ!!―』（博品館劇場・2月5日-14日）
- 『Dramatic Musical Collection 2020』（博品館劇場・9月16日-24日）

2021年
- 『SUPER “D-☆” CRUISING SHOW 2021 DIAMOND☆DOGS Promise You 』（博品館劇場・7月28日-8月4日）
- 『ENTERTAINMENT SUPER DANCE THEATER ODYSSEY 2021』（博品館劇場・10月6日-10月13日）
- 『KIRARI SHOW ACT☆PARADISE THEATER 夜想曲　ノクターン 』（博品館劇場・12月5日-12月12日）

2022年
- 『White Valentine Show』（博品館劇場・2022年3月9日-3月16日）- 新型コロナウィルス感染症の影響により3月9日～11日までの公演は中止、初日を3月12日に延期
- 『SAMBA NIGHT 2022』（2022年5月24日 - 5月29日、博品館劇場）
- 『Dramatic Musical Collection 2022』（博品館劇場・11月16日-22日）

2023年
- 『DIAMOND☆DOGS 20th Anniversary

Le Pont de l’Espoir
ル・ポン・ド・レスポワール』（博品館劇場・6月28日-7月5日）
- 『DIAMOND☆DOGS 20th Anniversary Sunshine Paradise』（博品館劇場・11月10日-11月12日）

2025年
- DIAMOND☆DOGS『White Valentine Show 2025 connect』（博品館劇場・3月26日-3月30日）
- 『LOVE LOVE de SHOW 2025』（I’M A SHOW・6月5日-6月12日）

### LIVE・イベント
2003年
- HONDA New ODYSSEY デビューパーティ（六本木ベルファーレ・10月27日）

2004年
- KOSEアンニュアージュトーク（恵比寿ガーデンルーム・5月10日）

2006年
- KOSEアンニュアージュトーク（恵比寿ガーデンホール・10月11日）
- DIAMOND☆DOGS ＆ ASH-Roty カウントダウンライブ（12月31日）

2007年
- D☆D 5th Anniversary Memorial Party （椿山荘・5月18日）

2010年
- DIAMOND☆DOGS2010 LIVE in FACE 『＝BIG SURPRISE＝』（新宿FACE・11月1日）

2011年
- 『DIAMOND☆DOGS リリース記念ライブ －HI FLY HIGH－』（赤坂BLITZ・5月1日）
- DIAMOND☆DOGSライブ『WALTZING 11』（赤坂BLITZ・11月18日）

2012年
- DIAMOND☆DOGS St. Valentine's day SPECIAL TALK SHOW（新宿FACE・2月14日）
- DIAMOND☆DOGS Anniversary 10th（横浜BLITZ・5月5日）

2013年
- DIAMOND☆DOGS 2013 HAPPY NEW YEAR LIVE! 『ONE』（横浜BLITZ・1月12日）
- DIAMOND☆DOGS 2013 Live『My place』（赤坂BLITZ・9月22日）

2014年
- DIAMOND☆DOGS "BEAT CARNIVAL"（赤坂BLITZ・11月13日）

2015年
- DIAMOND☆DOGS 『HAPPY NEW YEAR LIVE』（新宿ReNY・1月16日～17日）

2016年
- DIAMOND☆DOGS 『HAPPY NEW YEAR LIVE 2016』（新宿ReNY・1月16日～17日）
- DIAMOND☆DOGS "Infinite"（赤坂BLITZ・11月22日）

2017年
- DIAMOND☆DOGS 『HAPPY NEW YEAR LIVE 2017』（新宿ReNY・1月13日～14日）
- DIAMOND☆DOGS 15周年記念特別企画 ファンクラブミーティング (渋谷カルチャーカルチャー・12月16日）

2018年
- DIAMOND☆DOGS 『HAPPY NEW YEAR LIVE 2018』（新宿ReNY・1月12日～13日）
- 「DIAMOND☆DOGS 輪舞-RONDO-」（赤坂BLITZ・4月2日）

2019年
- DIAMOND☆DOGS『SUPER “D-☆” SUMMER VALENTINE SHOW 2019前夜祭』(TIAT SKY HALL・7月20日）

2020年
- DIAMOND☆DOGS 『HAPPY NEW YEAR LIVE 2020』（新宿ReNY・1月10日～11日）

- DIAMOND☆DOGS『Carnevale Di Venezia 2020』（サンマルコ広場, Piazza San Marco, Venezia ・2月17日)

2021年
- DIAMOND☆DOGS『Happy Valentine Theater』（新宿ReNY・2月26日～27日）

2022年
- DIAMOND☆DOGS 『Happy New Year Live 2022』（新宿ReNY 1月7日 -2022年1月8日）
- 『SAMBA NIGHT 2022 後夜祭 アフターカーニバル』（GOTANDA G2 6月4日）

2023年
- DIAMOND☆DOGS 『HAPPY NEW YEAR LIVE 2023』（新宿ReNY 1月13日-2023年1月14日）

2025年
- Happy New Year Live2025 「The Beginning」（1月17日-18日　新宿ReNY）

### ディナーショー
2004年
- 『CHRISTMAS DINNER SHOW2004』（品川プリンスホテルメインバンケットルーム・12月26日）

2005年
- 『SUMMER DINNER SHOW2005』（東京會舘ローズルーム・8月6日）
- 『CHRISTMAS DINNER SHOW2005』（ホテル阪急インターナショナル・12月21日／品川プリンスホテルメインバンケットルーム・12月26日）

2006年
- 『Summer Festival DIAMOND☆DOGS Dinner Show』（東京會舘ローズルーム・8月26日）
- 『CHIRSTMAS DINNER SHOW2006』（大阪リーガロイヤルホテル・12月18日／品川プリンスホテル・12月26日）

2007年
- 『Summer Dinner Show 2007』（東京會舘ローズルーム・8月18日）
- 『CHIRSTMAS DINNER SHOW2007』（品川プリンスホテルプリンスホール・12月26日）

2008年
- 『Christmas Dinner Show 2008』（品川プリンスホテルプリンスホール・12月25日）

2009年
- Super“D-★”『Summer Dinner Show 2009』（東京會舘本舘9階ローズルーム・8月30日）

2010年
- Super“D-★”『Summer Dinner Show 2010』（東京會舘本舘9階ローズルーム・8月27日）
- DIAMOND☆DOGS『Christmas Dinner Show 2010』（品川プリンスホテルプリンスホール・12月25日）

2011年
- DIAMOND☆DOGS 『Summerディナーショー』（東京會舘本舘9階ローズルーム・8月27日）
- DIAMOND☆DOGS『クリスマスディナーショー』（品川プリンスホテル・12月25日）

2012年
- DIAMOND☆DOGS 『CENTURY SPECIAL SUMMER DINNER SHOW』（東京會舘本舘9階ローズルーム・8月25日）
- DIAMOND☆DOGS『クリスマスディナーショー』（品川プリンスホテル・12月25日）

2013年
- DIAMOND☆DOGS 『SUMMER DINNER SHOW』（東京會舘本舘9階ローズルーム・8月31日）
- DIAMOND☆DOGS『クリスマスディナーショー』（品川プリンスホテル・12月25日）

2014年
- DIAMOND☆DOGS 『SUMMER DINNER SHOW 2014』（東京會舘本舘9階ローズルーム・8月30日）
- DIAMOND☆DOGS『クリスマスディナーショー』（品川プリンスホテル・12月25日）

2015年
- DIAMOND☆DOGS 『SUMMER DINNER SHOW 2015』（東京會舘本舘9階ローズルーム・8月30日）
- DIAMOND☆DOGS『クリスマスディナーショー IN ホテルグランドパレス』（ホテルグランドパレス・12月24日）

2016年
- DIAMOND☆DOGS 『SUMMER DINNER SHOW 2016』（ヒルトンお台場・8月20日）
- DIAMOND☆DOGS『クリスマスディナーショー2016』（ホテルグランドパレス・12月25日）

2017年
- DIAMOND☆DOGS 『SUMMER DINNER SHOW 2017』（ヒルトンお台場・8月12日）
- DIAMOND☆DOGS『クリスマスディナーショー2017』（ホテルグランドパレス・12月25日）

2019年
- DIAMOND☆DOGS『クリスマスディナーショー2019』（ホテルグランドパレス・12月23日）

2020年
- DIAMOND☆DOGS『クリスマスディナーショー2020』（ホテルグランドパレス・12月22日）

2022年
- DIAMOND☆DOGS『クリスマスディナーショー2022』（ロイヤルパークホテル・2022年12月27日）

## リリース作品
以下はビクターエンタテインメントよりリリースされている作品。なお、以下の作品とは別に、同グループの公演およびライブ会場にて、過去の一部公演のDVDが販売されている。

### シングル
- 『カルナバル～禁じられた愛』（2011年5月11日発売）[4]
- 『ひらり、Ageha』（2011年8月31日発売）

### アルバム
- 『DIAMOND☆DOGS』（2012年3月21日発売）[5]
- 『ONE』（2013年3月27日発売）

### DVD
- 『DIAMOND☆DOGS 10th Anniversary DVD ～GOLD～』（2012年9月19日発売）
- 『DIAMOND☆DOGS 10th Anniversary DVD ～SILVER～』（2012年9月19日発売）
- 『DIAMOND☆DOGS 2013 HAPPY NEW YEAR LIVE! ONE』（2013年3月27日発売）

## 派生ユニット
DIAMOND☆DOGSとしての活動とは別に、特定のメンバーがグループ内ユニットとして活動する場合がある。
2013年7月現在、ユニット名を冠して公演が行われた（あるいは予定されている）派生ユニットは以下の通り。
- MILLION DOLLAR ROUGE（森新吾・和田泰右）
- VELVET CRAZY NIGHT（東山義久・咲山類・TAKA）
- RUITAKA from D☆D（咲山類・TAKA）
- bad cocktails（小寺利光・中塚皓平）